# 宮田東峰

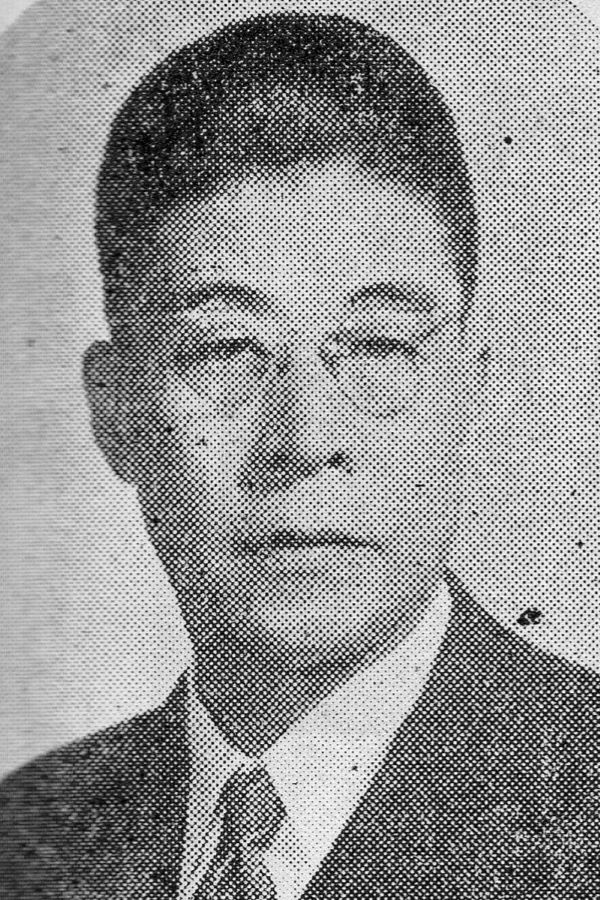
宮田東峰

宮田 東峰（みやた とうほう、1898年〈明治31年〉3月24日 - 1986年〈昭和61年〉1月31日）は日本のハーモニカ奏者、作曲家。本名・宮田 孝三郎（みやた こうざぶろう）。群馬県前橋市出身。日本作曲家協会常任理事、日本コロムビア常任顧問、日本音楽著作権組合副委員長、群馬県作詞作曲家協会長などを務めた。兄は東京マンドリン宮田楽団創立者の宮田信義、息子はジャズ・フルート奏者の宮田英夫。

## 生涯
1898年（明治31年）、群馬県前橋市神明町に父松之助、母はる子の三男として生まれる。父は自身が生まれた日に死去した。6歳の時に母とともに母の実家があった野田に移り住むが、翌年母も死去したため東京の兄姉のもとに身を寄せた。
比留間賢八に弟子入りしていた次兄・信義がハーモニカを演奏していたことからハーモニカに関心を持ち、小学5年のとき義兄がドイツ出張のお土産として買ってきてくれたホーナー社のハーモニカに熱中した。氷川尋常小学校を卒業し赤坂高等小学校に進む。
1918年（大正7年）中央大学経済学部に籍を置きながら東京毎夕新聞に入社。同年帝国蓄音機商会（ヒコーキレコード）で「カルメン」と「ダニューブ河の漣」の吹き込みを行い初のレコードが発売された。同年6月、日本最初の民間人によるハーモニカ合奏団である、東京ハーモニカ・ソサイアティを結成。大学は同年に中退。
1922年（大正11年）にニッチク（現・日本コロムビア）で東京ハーモニカ・ソサイアティ初のレコード吹き込みを行った。曲は「愉快な鍛冶屋」と「双頭の鷲の下に」で、当時の15人のメンバーの中には後にテナーサックス奏者として知られる松本伸やアコーディオンの小泉幸雄などがいた。最初のレコードの吹込料は現金では支払われず鰻丼をおごられたが、2枚目の「ラ・スパニョラ」「勝利の父」から吹込料が支払われるようになった。
1923年（大正12年）4月には、日本で初となる自身の顔写真の商標登録を行い、宮田東峰監修のハーモニカ「スポーツマン」が発売された。翌1924年（大正13年）にトンボ楽器と契約。
1924年（大正13年）9月、東京ハーモニカ・ソサイアティをミヤタ・ハーモニカ・バンドに改称、ハーモニカの独奏の活動をやめ合奏指導や編曲へ専念することとなる。同月、コロムビアと専属契約を結ぶ。
1931年（昭和6年）松竹初のトーキー映画『マダムと女房』制作にあたってラストシーンの挿入歌「私の青空」の演奏をハーモニカ・オーケストラで行い、2作目の『若き日の感激』でも演奏を行った。
1953年（昭和28年）、コロムビア・ミヤタ音楽教室を開設。歌謡科からは島倉千代子・君和田民枝・江波孝也・鹿島幸治・白鳥みずえ・坂口うたえ等の歌手を輩出することとなる。
1960年（昭和35年）に藍綬褒章受章、1968年（昭和43年）に勲四等旭日小綬章、1974年（昭和49年）には勲三等瑞宝章に叙せられた。
1986年（昭和61年）1月31日、心不全で死去。行年87歳。戒名は龍光院孝誉栄楽東峰大居士。
2012年（平成24年）、大衆音楽の殿堂入り。
2022年（令和4年）、雑司ヶ谷霊園に所在する墓所が無縁墳墓に指定された。

## 作曲作品
- 「輝く東京オリンピック」（1959年）
- 「十国峠の白い花」島倉千代子（1961年）
- 「四谷大塚進学教室の歌」（作詞：石本美由起）

他多数

## 著書
- 「ハーモニカ教本」
- 「ミヤタハーモニカ独習」
- 「音楽に生きる」

## 褒章
- 藍綬褒章（1960年）
- 勲四等旭日小綬章（1968年）
- 勲三等瑞宝章（1974年）

## 監修楽器
- 昭和楽器製造
  - ミヤタソプラノ
  - 明星ミヤタ
  - 少年用学生ミヤタ
  - スペシャルミヤタ
  - ミヤタハーモニカ
    - Showa21スペシャル[22]（リニューアル版）
- 鈴木楽器製作所
  - ミヤタハーモニカ
    - 高級ミヤタMH-21（復刻版）
- 東海楽器製造
  - 高級ミヤタ
  - 特製ミヤタ
  - スターミヤタ
  - スーパーミヤタ
  - ミヤタ響鳴
  - ジュニアミヤタ
  - ミヤタホーン
- トンボ楽器製作所
  - ミヤタトンボ
  - ミヤタバンド
- 内外ロビン楽器製作所（販売は、新興楽譜出版社）
  - MIYATA'ハーモニカ
  - コンダクターミヤタ
  - ミヤタ・ファン
  - ミヤタ監製
- 中央楽器製作所
  - 学生ミヤタ
  - ミヤタソロ（ミヤタ獨奏）
  - ニューミヤタ